# 前角水蚤
前角水蚤（学名：Pontella princeps）为角水蚤科角水蚤屬下的一个种。